# Allotinus leitus
Allotinus leitus är en fjärilsart som beskrevs av Hans Fruhstorfer 1915. Allotinus leitus ingår i släktet Allotinus och familjen juvelvingar. Inga underarter finns listade i Catalogue of Life.